# Homokanimáció
A homokanimáció a homok formálása animáció létrehozásához. Az alkotó homok felhasználásával egy képsorozatot hoz létre. Ezt a folyamatot úgy éri el, hogy homokot visz fel a felületre, majd a képeket kézzel rajzolt vonalakkal és alakokkal hozza létre. A homokanimációs előadó gyakran egy írásvetítő vagy fénydoboz segítségével alkot (hasonlóan ahhoz, amit a fotóművészek használnak az áttetsző filmszalagok megtekintéséhez). Animációs film készítéséhez a homokot egy alulról vagy felülről megvilágított üveglapon formázzák, hogy létrehozhassák az egyes képkockákat.

## A homokanimáció története
A homokanimációs technikák újítását Caroline Leaf kezdte még 1968-ban a Harvard Egyetem művészet szakos hallgatójaként. Első filmjét, a Homokot vagy a Péter és a farkast (1968) a tengerparti homok fénydobozra öntésével, valamint a homokszemek formázásával hozta létre, alakokat, textúrákat és mozgásokat épített fel képkockáról képkockára. A hetvenes években Eli Noyes, egy másik Harvardot végzett hallgató, bemutatta a Homokembert (1973)  és a Homok -ábécét (1974), amely a Szezám utca című gyerek-televíziós műsor részévé vált. 1977-ben Co Hoedeman holland-kanadai animátor A homokvár című filmje elnyerte a legjobb animációs rövidfilm Oscar-díját. 2006-ban Gert van der Vijver megalkotta A homokmágus című sorozatot a holland Nemzeti TV számára, azóta pedig animációt készít a The Passion (Hollandia) évente megrendezett szabadtéri játékhoz.

## Neves művészek
- Cakó Ferenc
- Su Dabao
- Co Hoedeman
- Alexandra Konofalskaya
- Caroline Leaf
- Eli Noyes
- Ksenija Simonova
- Ilana Yahav

## Fordítás
Ez a szócikk részben vagy egészben  a   Sand animation című angol Wikipédia-szócikk ezen változatának fordításán alapul.  Az eredeti cikk szerkesztőit annak laptörténete sorolja fel. Ez a jelzés csupán a megfogalmazás eredetét és a szerzői jogokat jelzi, nem szolgál a cikkben szereplő információk forrásmegjelöléseként.